# 트위티

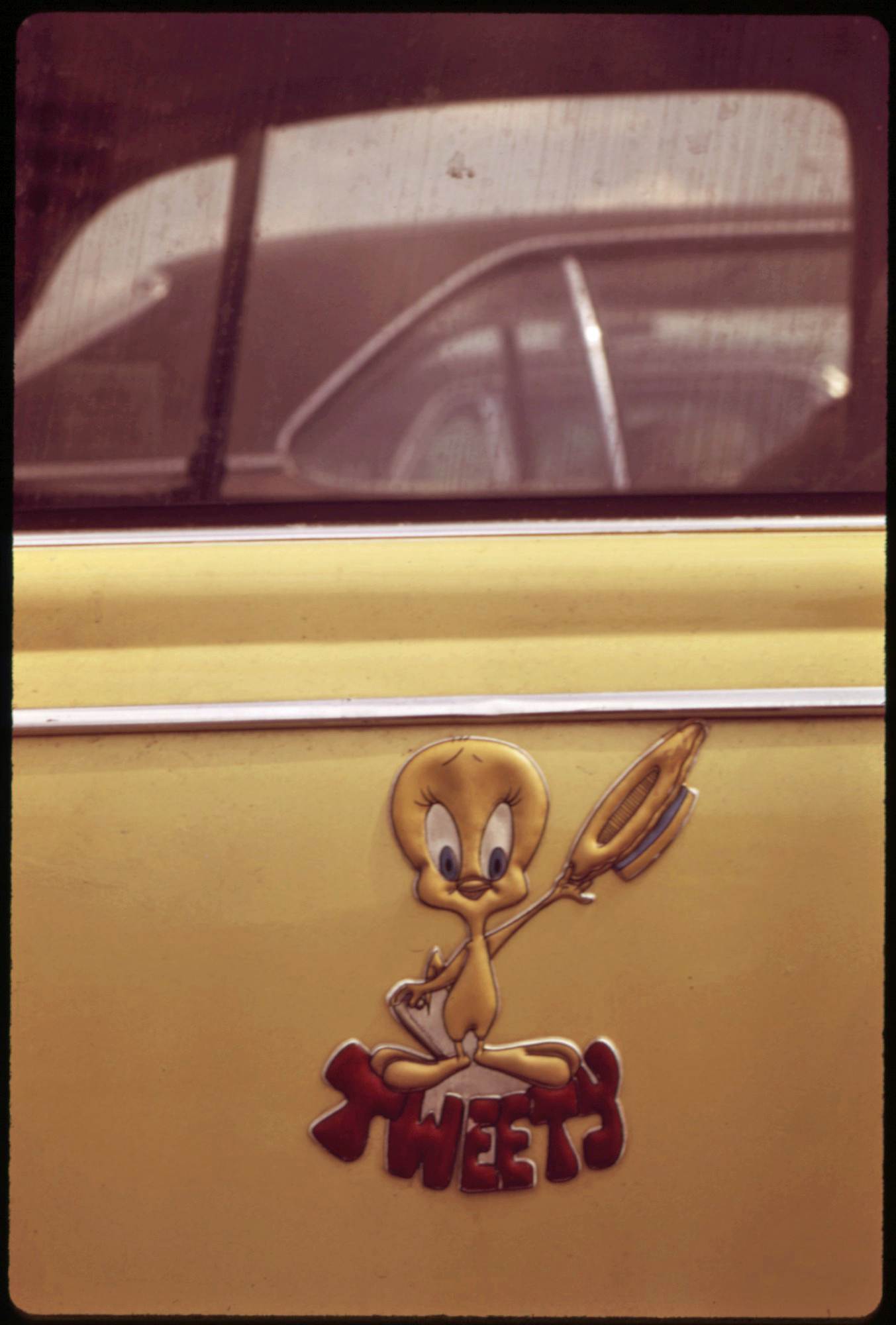

트위티 버드(Tweety Bird)는 워너 브라더스의 《루니 툰》과 《메리 멜로디스》에 등장하는 등장인물.주로 고양이와 함께 등장하는 이 등장인물은 되새과의 카나리아를 모델로 한다. 트위티라는 이름은 일종의 말장난으로, 원래는 "스위티(sweetie)"를 의미하는 동시에, 영어의 새소리 가운데 하나인 "트위트(tweet)"를 의미한다. 그의 성격은 레드 스켈턴의 유명한 "민 위들 키드(Mean Widdle Kid)"를 기반으로 한다. 트위티는 골든 에이지 동안 47개의 카툰에 등장하였다.
긴 속눈섭과 높은 목소리 때문에 사람들이 흔히 갖는 인식과는 달리 트위티는 수컷이다.
한국어판에서는 《뉴 루니 툰 쇼》에서는 문남숙, 《루니 툰 카툰》에서는 김명준이 맡았다.